# AN/PVS-18
AN/PVS-18 MNVD（Monocular Night Vision Device：単眼暗視装置）は、アメリカ軍で採用されている歩兵用暗視装置。第3世代の光増幅管を装備しており、製造はL3 EOS社が行っている。
使用法としては、単眼鏡として携帯し、手持ちでの運用・戦闘用ヘルメットやヘッドギアに装着・照準器にマウントが可能。照準器へのマウント時には、赤外線レーザーサイトなどの暗視装置との互換性がある照準器が別途必要となる。
型式のAN/PVSは"Army/Navy Portable Visual Search"を略したもので陸海軍共通命名システムで命名されている。